# David Meade
David Meade,  né le 22 juin 1976, est un politicien américain, membre républicain de la chambre des représentants du Kentucky pour le district 80  depuis le 8 janvier 2013.

## Biographie

### Éducation
Meade a fréquenté Lexington Community College et l'université du Kentucky.

### Élections
En 2012, lorsque le représentant du district 80 Danny Ford a pris sa retraite, David Meade a remporté la primaire républicaine du 22 mai 2012 avec 1843 voix (45,9%) et a été élu le 6 novembre 2012, avec 12462 voix.